# 중앙조폐창

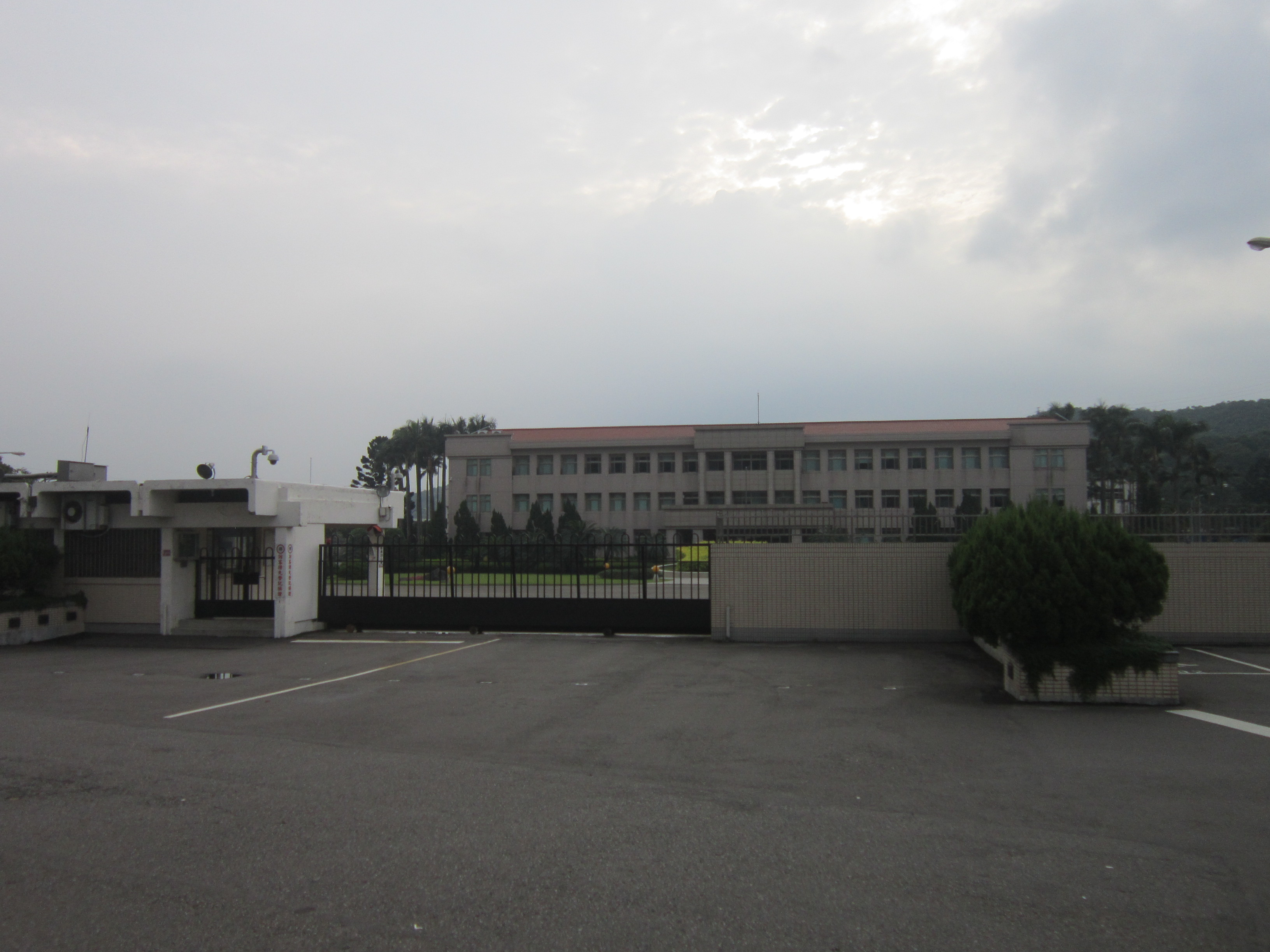

중앙조폐창(中央造幣廠)은 중화민국의 화폐를 제조하는 기관이다. 중화민국 중앙은행에 직속되어 있다. 주요 업무는 법정주화, 기념화폐 주조와 각종 훈장, 상장. 기관의 인장 등을 제조를 담당하고 있다. 이외에 기념장, 기념패, 금속제품을 제조하는 업무도 담당하고 있다. 원래는 상하이시 광복서로 17호에 위치하고 있었으나 1949년 5월에 타이베이시로 이전하고 1977년 5월 타오위안현 구이산향에 이전해서 현재에 이른다.

## 같이 보기
- 중화민국 중앙은행